# Adrianus David Hilleveld
Adrianus David Hilleveld (* 16. April 1838 in Amsterdam; † 17. Juni 1877 in Gombong (Jawa Tengah)) war ein niederländischer Marinemaler.

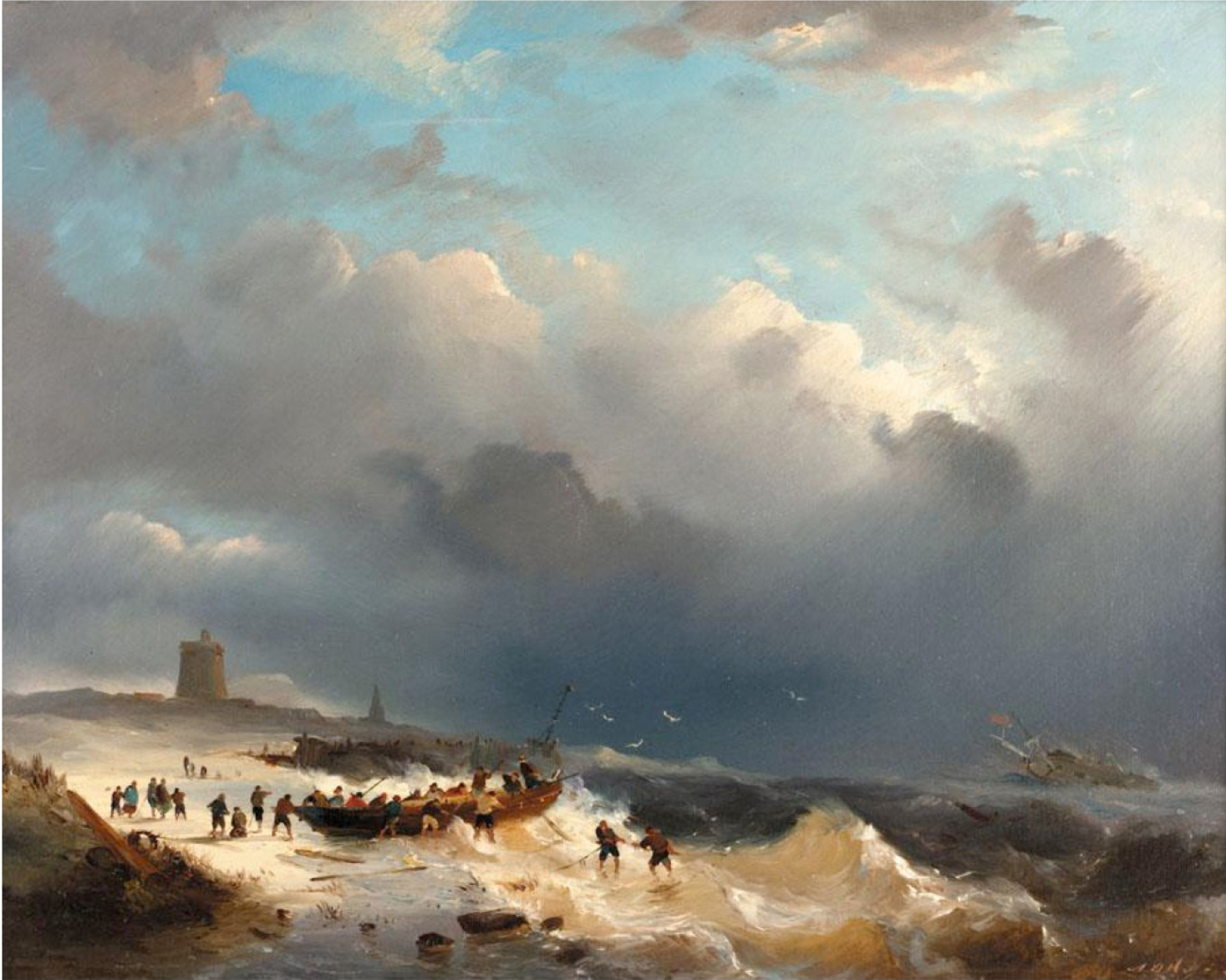
Die Rettung

Adriaan Hilleveld war ein Sohn des Amsterdamer Kunsthändlers Hendrik Hilleveld (1801–1859) und Elisabeth Wiegel (1806–1876). Im Alter von fünf Jahren erhielt er Malunterricht bei Valentin Bing und später bei Abraham Hulk Sen. Er war fünfzehn Jahre alt, als er im Mai 1853 sein Debüt als Aussteller auf der Ausstellung „lebender Meister“ in Den Haag gab. Danach nahm er bis Anfang der 1860er Jahre an Ausstellungen in Den Haag (1853–1863), Amsterdam sowie Leeuwarden (1853, 1855 und 1859) teil. Er malte hauptsächlich Strand- und Seeansichten.
Nach dem Tod seines Vaters lebte er kurze Zeit in Utrecht, bis er 1861 mit seiner Mutter und seinen Schwestern nach Rotterdam übersiedelte. Vier Jahre später ging er nach Niederländisch-Ostindien, wo er als Adjutant in der Königlich Niederländisch-Ostindischen Armee diente. Er war als Zeichenlehrer an der Militärschule tätig. Hilleveld beging in einem Kampong (Dorf) in der Nähe von Gombong Selbstmord im Alter von 39 Jahren.